# マスターリース
マスターリース（ML：MasterLease）とは、不動産を一括で賃貸借することである。

## 概要
マスターリースの賃借人（マスターレッシー）が賃借した不動産を、自身で利用する場合と、単数及び複数の転借人（エンドテナント）に対して転貸する場合がある。後者の場合は、マスターレッシー（マスターリース会社）が賃貸借の管理等を引き受け、複数のエンドテナントがいる場合においても、所有者（マスターレッサー）は契約相手がマスターレッシーのみで良いため、不動産賃貸の管理業務のアウトソーシングとなる。
マスターリース契約には、賃料保証型（固定賃料型）とパス・スルー型がある。前者の場合は、エンドテナントの入居状況に拠らず、所有者は固定の賃料を受け取ることができる。一方後者の場合は、エンドテナントの入居状況の影響を所有者を受けることになる。
不動産を信託する場合、信託受託者（信託銀行・信託会社）が直接テナントとやりとりをするのは煩雑なため、マスタリースを活用する場合が多い。
マスターレッシーが、プロパティマネジメント（PM）やビルマネジメント（BM）も同時に受託することも多く、その場合、「MLPM」や「MLPMBM」といった表現をすることもある。

## サブリース
建物所有者からの一括借上げをマスターリースというのに対し、マスターリースの賃借人（マスターレッシー）から、転借人（エンドテナント）に対して転貸することを「サブリース」という。
投資用アパート・マンションの業界においては、不動産会社が大家（オーナー）から不動産（アパート等）を一括で借上げる方式のことを「サブリース」と呼ぶことが多い。